# Diversidad sexual en Turkmenistán
Las personas lesbianas, gays, bisexuales y transgénero (LGBT) en Turkmenistán se enfrentan a una discriminación y estigmatización activas en comparación con los residentes no LGBT. Turkmenistán es uno de los únicos tres países postsoviéticos donde la actividad homosexual masculina sigue siendo criminalizada, junto con Uzbekistán y Chechenia.

## Legislación
La homosexualidad masculina es explícitamente ilegal y la sodomía, definida como las relaciones sexuales entre hombres, se castiga con hasta cinco años de prisión, con penas crecientes de hasta veinte años para condenas posteriores, según el Código Penal de Turkmenistán (Capítulo 3; Artículo 135). Antes de una enmienda de 2019, el plazo máximo era de dos años según el código de 1997; las disposiciones del artículo 19 aumentan las penas por reincidencia y se aplican a cualquier delito tipificado en el código. Las enmiendas adicionales permiten sentencias por "pederastia" repetida y sexo que resulta en la propagación del VIH de hasta veinte años de prisión.
El código de 1927 de la República Socialista Soviética de Turkmenistán tenía disposiciones mucho menos detalladas que el código de 1997 adoptado después de la independencia. La ley también se aplicó en raras ocasiones antes de la ascensión de Gurbanguly Berdimuhamedow a la presidencia en 2006.
Las investigaciones de delitos en virtud del artículo 135 son sumamente humillantes y pueden implicar tortura por parte de actores estatales y no estatales. La homosexualidad es percibida institucionalmente como una forma de trastorno mental. Los procesos repetidos pueden dar lugar a la admisión obligatoria en clínicas psiquiátricas donde los internados pueden ser sometidos a una terapia de conversión involuntaria.
No existen disposiciones penales para la homosexualidad femenina, que, junto con los transexuales, son una categoría no reconocida en la legislación turcomana.

### Hacia una legislación contra la discriminación
Turkmenistán ha rechazado constantemente las peticiones para implementar la legislación contra la discriminación, a pesar de las solicitudes de varias naciones a través de tres Exámenes Periódicos Universales. En diálogo con varias alas de las Naciones Unidas, Turkmenistán ha justificado los marcos discriminatorios argumentando que cualquier desviación es una amenaza potencial para el tejido de las tradiciones y la sociedad de Turkmenistán.
En febrero de 2021, el gobierno de Turkmenistán señaló a la Oficina del Alto Comisionado de las Naciones Unidas para los Derechos Humanos sobre las intenciones de "reconsiderar el razonamiento del artículo que penaliza las relaciones homosexuales consentidas" y "estudiar la opción de introducir legislación contra la discriminación".

## Sociedad y cultura
No existe una sociedad civil en Turkmenistán, los medios de comunicación son propiedad del Estado y es muy difícil realizar encuestas de campo. Estas condiciones hacen escasa la disponibilidad de datos de vigilancia sobre los derechos LGBT y temas afines. Sin embargo, los informes de las consecuencias extrajudiciales de ser gay incluyen: violencia patrocinada por el Estado, incluida la tortura durante el proceso de investigación penal; y ataques de vigilantes, especialmente en prisión.
En octubre de 2019, un médico gay fue torturado por el aparato estatal durante un largo período de tiempo antes de desaparecer temporalmente. En mayo de 2020, varias figuras conocidas de la industria del modelaje fueron arrestadas por cargos de homosexualidad. A las lesbianas turcomanas se les ha concedido asilo en los Estados Unidos. Se ha documentado que los homosexuales han buscado refugio en la Unión Europea.